# Parmaturus lanatus
Parmaturus lanatus — вид рода кошачьих акул-парматурусов (Parmaturus) семейства кошачьих акул (Scyliorhinidae). Описан недавно по единственному известному экземпляру.

## Таксономия
Впервые описан в 2007 году в научном журнале «Zootaxa». Голотип представляет собой неполовозрелого самца длиной 36 см, пойманного у берегов острова Танимбар, Индонезия, в 1991 году.

## Ареал и среда обитания
Этот вид обитает в западной части Тихого океана на материковом склоне у берегов острова Танимбар в Арафурском море, на глубине 840—855 м.

## Описание
У Parmaturus bigus мягкое тело с бархатистой кожей, покрытой плакоидной чешуёй с тремя зубцами. Окрас ровного коричневого цвета. Края плавников немного бледнее основного окраса. Небольшие чешуйки образуют гребень на дорсальной и вентральной поверхности хвостового стебля. На обеих челюстях имеется по 90 зубных рядов. Первый спинной плавник слегка сдвинут вперёд относительно середины тела. Расстояние от кончика морды до основания первого спинного плавника составляет 44,4% от длины тела. Брюшные плавники расположены перед серединой тела. Расстояние от кончика морды до основания грудных плавников составляет 40% длины тела. Морда относительно короткая, длина рта составляет 5% от длины тела.  По углам рта имеются рудиментарные губные борозды. Голова длиннее живота, её длина составляет 21,4% длины тела. Всего 134 позвонка.

## Взаимодействие с человеком
Опасности для человека не представляет. Коммерческой ценности не имеет. Для определения статуса сохранности вида недостаточно данных.